# モンロー郡 (フロリダ州)
モンロー郡（英: Monroe County）は、アメリカ合衆国フロリダ州のフロリダ半島南端に位置する郡である。2010年国勢調査での人口は73,090人であり、2000年の79,589人から8.2%減少した。郡庁所在地はキーウェスト市（人口24,649人）であり、同郡で人口最大の都市でもある。
郡内にはフロリダキーズの諸島が含まれている。モンロー郡はその全体でキーウェスト小都市圏を構成している。

## 歴史
参照: キーウェスト 
モンロー郡は1823年に設立された。郡名は第5代アメリカ合衆国大統領ジェームズ・モンロー（在任1817年-1825年）に因んで名付けられた。

## 文化

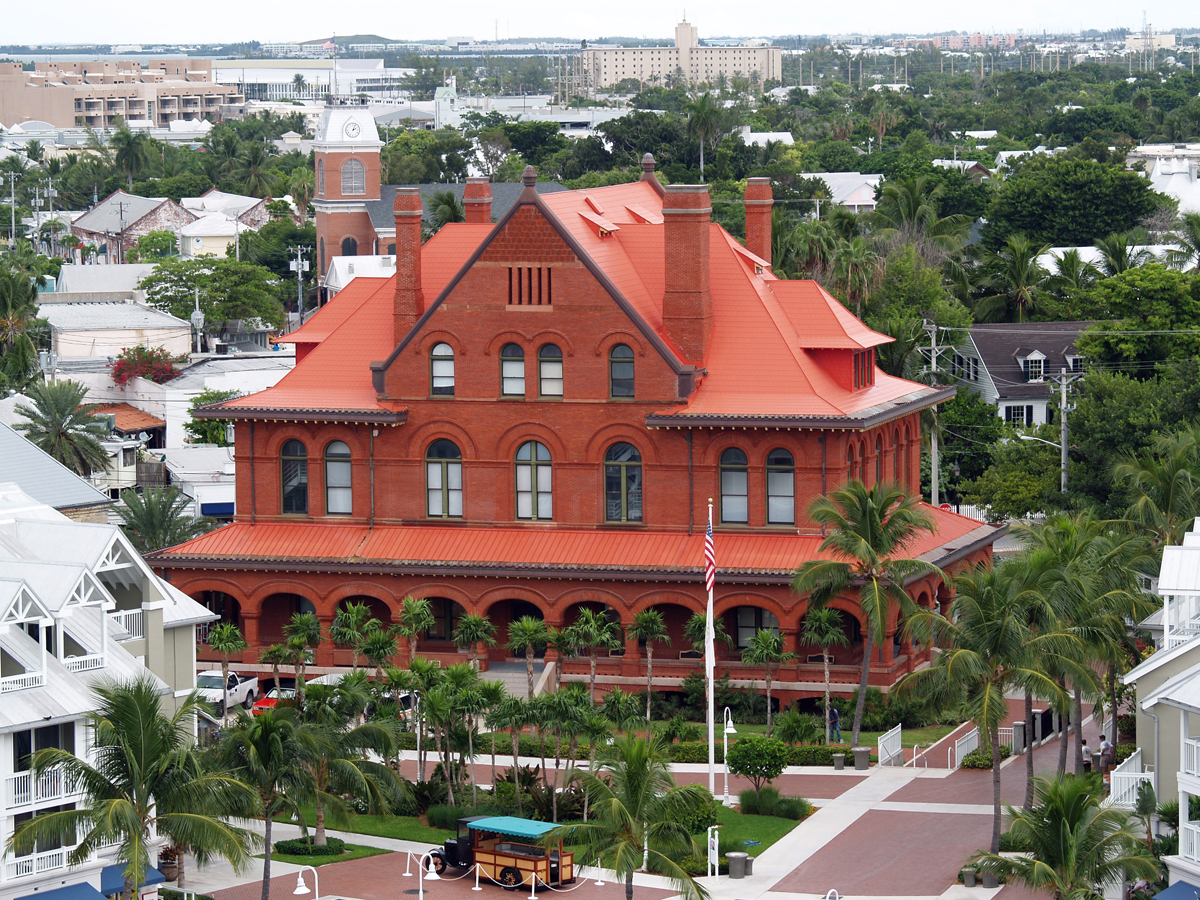
税関博物館

「フロリダ・キーズ芸術委員会」がフロリダ・キーズの文化的傘になり、キーラーゴからキーウェストまでの住民に貢献している。これは非営利の地方芸術団体であり、助成金を集め、モンロー郡大衆の場芸術のプログラムを運営し、セミナーを後援し、地域のためにオンラインの文化カレンダーを管理している。また郡の「観光開発委員会」芸術市場助成金を管理し、フロリダ州南部における文化観光の推進を行っている。1998年、フロリダ・キーズ芸術委員会は、フロリダ州法286.011に従い、モンロー郡郡政委員会から地方芸術機関に指定された。1997年にモンロー芸術委員会コーポレーションとして設立され、2001年に現在の名前に変更された。現在では、モンロー郡の芸術を奨励し推進する中で、文化的組織、政府と民間のあらゆるレベルの繋ぎ役になっている。委員会は芸術を日常生活の仕組みの一部にしようとしている。2006年会計年度末には、民間の寄付433,916米ドルを集め、文学、美術、芸能の個人と団体に助成を行った。これに加えて、「カルチャル・アンブレラ」行事の資金作り、南部「フロリダ・カルチャル・コンソーシアム」美術とメディアアーティスト奨学金、「ジ・アート・イン・パブリック・プレース」の開始、およびキーズの文化的コミュニティに配付されたものを合わせ、250万米ドルに上っている。キーズにおけるこの非営利文化的コミュニティによる経済的効果は、2,200万米ドル以上と推計されている。地域住民76,329と年間観光客300万人に貢献してきた。10人の委員が委員会を牽引しており、他に3人の代替要員、2人の名誉委員、および25人の諮問委員会の援助を受けている。
郡内には、キーウェスト文学ゼミナール、スタジオ・オブ・キーウェスト、レッドバーン劇団、キーウェスト・シンフォニー、スカルプチャー・キーウェスト、ファンタジー・フェスト、サンカルロス・インスティチュート、ヘミングウェイ・ハウス・アンド・ミュージアム、税関博物館、キーウェスト芸術歴史協会など、著名な文化的組織がある。

## 地理
アメリカ合衆国国勢調査局に拠れば、郡域全面積は3,737.15平方マイル (9,679.2 km2)であり、このうち陸地996.91平方マイル (2,582.0 km2)、水域は2740.24平方マイル (7,097.2 km2)で水域率は73.32%である。総面積は州内でも大きな方であるが、諸島部があることから水域面積と水域率が州内最大となっている。

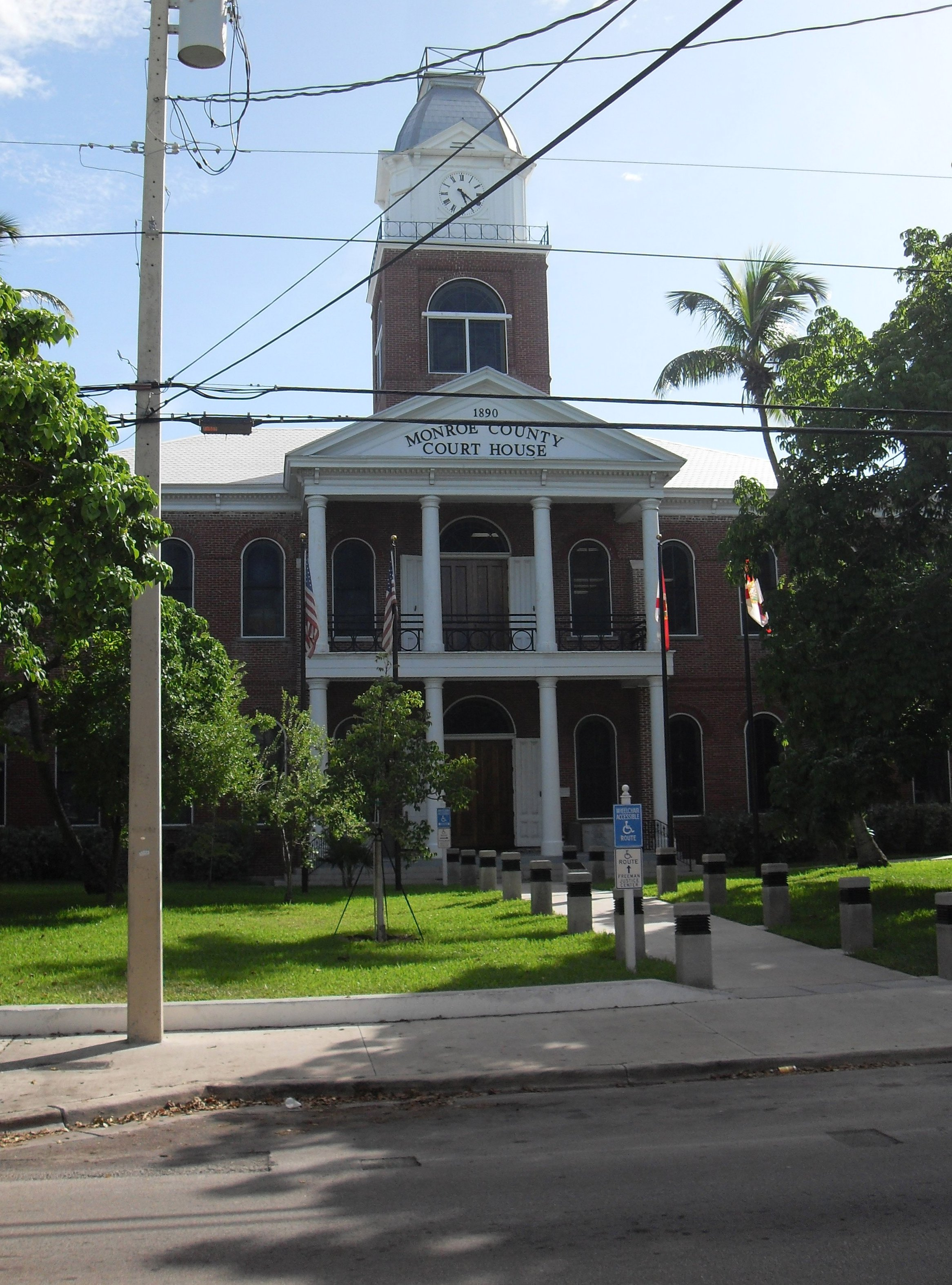
キーウェスト市にあるモンロー郡庁舎

郡民の99%以上はフロリダ・キーズの諸島部に住んでいる。
地元民が「モンロー本土」と呼ぶ広大な地域の3分の2は、エバーグレーズ国立公園の部分として保護され、さらに残り部分は北東内陸部のビッグサイプレス国立保護区となっている。この地域は公式にはケイプセイブル国勢調査郡部と呼ばれ、事実上人が住んでいない。2000年国勢調査の時点で、この地域には郡内陸地の86.9%（2,582.0 km2のうちの2243.58 km2）があるが、人口の0.075%（79,589人のうちの60人）しか住んでいない。国勢調査局はこの地域をモンロー郡調査地域9701と定義している。ここの人口密度は 0.0267人/km² (0.0693人/平方マイル)であり、1つの郡ならば、アラスカ州中央部のユーコン・コユクック国勢調査地域に次いで国内2番目に小さな郡となる。詳細地図やアメリカ地質調査所の地名データベースには、フラミンゴ、パインクレスト、トレイルシティの3つだけが人の住む場所として載っている。フラミンゴは南海岸の州道9336号線（フラミンゴ・ロッジ・ハイウェイ）終端にあり、フラミンゴ・ロッジとフラミンゴ・レンジャー・ステーションがある場所である（観光案内所とマリーナがある）。このハイウェイの北東7マイル (11km) がウェスト・レイク・トレイルである。パインクレストは北の内陸部（ビッグサイプレス国立保護区内）にあり、環状道路（さらに北で国道41号線と環状線を形成している）沿いにある。環状道路教育センターがある。トレイルシティは環状道路沿い、パイクレストから西に4マイル (6 km) にある。環状道路は多くの地図に郡道94号線として掲載されているが、途中に番号表示は無く、国立公園局が管理している。
フロリダ本土の南岸とフロリダ・キーズの諸島部との間にはフロリダ湾があり、これもエバーグレーズ国立公園によって保護され、多くの入江や島がある。

### 主要高規格道路
- アメリカ国道1号線、フロリダ・キーズの諸島部をキーウェストまで続いている

### 隣接する郡
- コリアー郡 - 北
- マイアミ・デイド郡 - 東

### 国立保護地域
- クロコダイル湖国立野生生物保護区
- オオシラサギ国立野生生物保護区
- キーウェスト国立野生生物保護区
- 国立キー・シカ保護区

## 人口動態
以下は2000年国勢調査による人口統計データである。
| 基礎データ - 人口: 79,589人 - 世帯数: 35,086 世帯 - 家族数: 20,384 家族 - 人口密度: 31人/km2（80人/mi2） - 住居数: 51,617軒 - 住居密度: 20軒/km2（52軒/mi2） 人種別人口構成 - 白人: 90.65% - アフリカン・アメリカン: 4.77% - ネイティブ・アメリカン: 0.38% - アジア人: 0.83% - 太平洋諸島系: 0.04% - その他の人種: 1.55% - 混血: 1.78% - ヒスパニック・ラテン系: 15.77% 年齢別人口構成 - 18歳未満: 17.1% - 18-24歳: 6.3% - 25-44歳: 31.1% - 45-64歳: 30.9% - 65歳以上: 14.6% - 年齢の中央値: 43歳 - 性比（女性100人あたり男性の人口） - 総人口: 113.9 - 18歳以上: 114.8 | 世帯と家族（対世帯数） - 18歳未満の子供がいる: 20.8% - 結婚・同居している夫婦: 46.8% - 未婚・離婚・死別女性が世帯主: 7.3% - 非家族世帯: 41.9% - 単身世帯: 28.8% - 65歳以上の老人1人暮らし: 8.2% - 平均構成人数 - 世帯: 2.23人 - 家族: 2.73人 収入と家計 - 収入の中央値 - 世帯: 42,283米ドル - 家族: 50,734米ドル - 性別 - 男性: 31,266米ドル - 女性: 25,709米ドル - 人口1人あたり収入: 26,102米ドル - 貧困線以下 - 対人口: 10.2% - 対家族数: 6.8% - 18歳未満: 11.8% - 65歳以上: 8.8% |

### 言語
2000年時点で、第1言語として英語を話す者の比率は79.23%、スペイン語は16.08%、フランス語1.01%、ドイツ語0.98% となっていた。

## 都市と町

モンロー郡の法人化自治体（番号表示）と国勢調査指定地域など（アルファベット表示）

### 法人化自治体
1. キーウェスト市 - 郡庁所在地
2. マラソン市
3. キーコロニービーチ市
4. レイトン市
5. イスラモラダ村

### 未編入の島と地域
a. ストックアイランド
b. ビッグコピットキー
c. カジョーキー
d. ビッグパインキー
e. ダックキー
f. タバニア
g. キーラーゴ
h. ノースキーラーゴ
i. フラミンゴ
j. ベイポイント
k. シュガーローフショアーズ

### 公園とレクリエーション地域
l. マルケサスキーズ
m. ハヒアホンダ州立公園
n. エバーグレーズ国立公園
上の地図に非掲載
- ビッグサイプレス国立保護区
- ドライ・トートゥガス国立公園
- ジョン・ペネカンプ珊瑚礁州立公園
- イスラモラダ・ファウンダーズ公園[6]

## 政治
1992年以降のアメリカ合衆国大統領選挙で、モンロー郡は民主党候補を支持してきたが、通常激戦となる郡である。2008年は5％、2004年は0.5%で民主党候補が郡を制した。バラク・オバマは過半数の51.7%を獲得したが、これは1988年にジョージ・H・W・ブッシュが大勝したとき以来のことになった。
| 年      | 民主党       | 共和党       |
| ------- | ------------ | ------------ |
| 2012年  | 49.6% 19,404 | 49.1% 19,234 |
| 2008年  | 51.7% 20,907 | 46.9% 18,933 |
| 2004年  | 49.7% 19,654 | 49.2% 19,467 |
| 2000年  | 48.6% 16,487 | 47.4% 16,063 |
| 1996年  | 46.9% 15,251 | 37.1% 12,076 |
| 1992年  | 36.3% 10,450 | 34.4% 9,898  |
| 1988年  | 38.5% 10,157 | 60.3% 15,928 |
| 1984年  | 32.2% 7,774  | 67.7% 16,332 |
| 1980年  | 36.3% 7,920  | 53.4% 11,644 |
| 1976年  | 56.1% 11,079 | 41.7% 8,232  |
| 1972年  | 27.6% 4,469  | 72.2% 11,688 |
| 1968年  | 37.1% 5,534  | 34.2% 5,094  |
| 1964年  | 64.9% 8,936  | 34.2% 4,842  |
| 1960年  | 67.1% 6,972  | 32.9% 3,416  |
| Source: |              |              |

## 教育
郡内の公共教育はモンロー郡教育学区が管轄している。公立学校への就学者数は次の通りである。
就学者数
- 2005年-2006年: 8,328人
- 2006年-2007年: 8,058人
- 2007年-2008年: 7,836人
- 2007年-2008 (実数): 8,280人
- 2010年-2011年: 8,320人

就学者数が落ちているのは、高い保険料、税金、および家屋の購入価格が高くなっていることに因っている。ただし、Zillow.comに拠れば、モンロー郡の住宅価格は589,000 米ドルに留まっている。就学者数は1万人をピークにこの10年間減少し続けてきた。2010年から2011年の就学者数は9年ぶりに増加しており、今後も増加すると予測されている。

### 政府関連
- Monroe County Board of County Commissioners main website
- Monroe County Property Appraiser
- Monroe County Sheriff's Office
- Monroe County Supervisor of Elections
- Monroe County Tax Collector

### 特殊地区
- Monroe County Public Schools
- South Florida Water Management District

### 司法関連
- Monroe County Clerk of Courts
- Monroe County State Attorney's Office, 16th Judicial Circuit
- Circuit and County Court, 16th Judicial Circuit of Florida

### 観光
- The Florida Keys and Key West Monroe County Tourism Development Council

座標: 北緯25度07分 西経81度09分 / 北緯25.12度 西経81.15度